# アタカ国民連合
アタカ国民連合（アタカこくみんれんごう、ブルガリア語Национален съюз Атака / Nacionalen Sǎjuz Ataka、あるいは「攻撃」、攻撃党とも）は、ブルガリア・ナショナリズムを標榜する極右政党連合。

## 概要
アタカ国民連合は:
- 「救国国民運動」（Национално движение за спасение на Отечеството; НДСО / Nacionalno Dviženie za Spasenie na Otečestvoto; NDSO、en）
- 「ブルガリア国民愛国党」（Българска национално-патриотична партия; БНПП / Bǎlgarska Nacionalna-Patriotična Partija; BNPP、en）
- 「愛国軍と予備軍連合 - 防衛」（Съюз на патриотичните сили и воини от запаса “Защита” / Sǎjuz na patriotičnite sili i voini ot zapasa "Zaštita"）

から成る政党連合である。
連合を率いるのはヴォレン・シデロフ（Волен Сидеров / Volen Siderov）であり、シデロフは極右のレイシストとして広く知られている。連合は2005年の議会選挙の2箇月前に結成された。シデロフははじめアタカの名前で政党を結成したものの、その登録が遅れたため政党として選挙に参加することができず、政党連合として参加することになった。
連合の指導者は、ブルガリアの少数民族はあまりに多くの特権を与えられていると主張し、ブルガリアのあらゆる政治機構は腐敗しきっていると非難し、NATOやイラク戦争、アメリカ合衆国との連帯などに反対している。連合は、ブルガリアが欧州連合の加盟国であることに対して明確な反対はしないものの、過去に交わされた多くの合意を見直すよう強く求めている。彼らがブルガリアの国益に反するとするもの、たとえば、ドナウ川近くのコズロドゥイ原子力発電所の閉鎖の合意を破棄するよう求めている。
アタカ国民連合の突然の成功は、ブルガリア共産党から改組されたブルガリア社会党の支持率の低迷によってもたらされた。アタカ国民連合の指導者たちには、ペトル・ベロン（Петър Берон / Petar Beron）、オグニャン・サパレフ（Огнян Сапарев / Ognjan Saparev）、ルメン・ヴォデニチャロフ（Румен Воденичаров / Rumen Vodeničarov）、ステラ・バンコヴァ（Стела Банкова / Stela Bankova）などがいる。

## 批判
選挙の結果が明らかになってから、アタカ国民連合は多くのメディアから強い非難を受けている。アタカ国民連合は外国人嫌悪、反ヨーロッパ統合、そしてファシズム運動であるとも言われる。他方で、その支持者たちはアタカを「愛国主義」であるとしている。アタカ国民連合に所属する成員らは、激しい非難を受けるような発言を繰り返し、他の政党から無視され、ブルガリア国内外において非難されている。
アタカ国民連合の欧州議会のオブザーバーであるディミタル・ストヤノフ（Димитър Стоянов / Dimitar Stoyanov、ヴォレン・シデロフの継子）は、欧州議会の全ての議員に対してロマ（ジプシー）の女性を侮辱するような電子メールを送った。電子メールでは、ハンガリーのロマの女性政治家リーヴィア・ヤーローカ（Lívia Járóka）に言及し、「私の国には、この誉れ高き人物よりもずっと良い数万人のジプシーの娘たちがいる … 12-13歳程度の娘を、あなたの妻として買うことだってできる。」と書かれていた。この電子メールの主目的は、対立状況を作り出すことではなく、ロマの女性たちが家畜のように売買されている事実を強調しようとしたものであると説明されている。
また、トラキア高速道路において発生した多重事故に関して、アタカ国民連合の指導者ヴォレン・シデロフは身代わりを立て、偽証の罪で告発されている

## 政治姿勢
アタカ国民連合の2つの綱領文書「20の原則」と「綱領案」には、強い民族主義の特徴が見られる。その中では、ブルガリアを単一民族国家であると規定し、民族的、宗教的な多様性に対して国家とブルガリア民族の優越性を主張している。また、同時にブルガリア正教会を国家の国教とし、立法や政府の主要な決定に関与するよう求め、教会による教義を小学校で教えることを主張している。
「20の原則」では、「国家背信」の罪を規定し、「国家反逆」に対して刑事訴訟をすることを目標に掲げている。アタカ国民連合は、現代のほとんどの、ブルガリアの政治家たち、人権団体、少数民族活動家を「国家背信者」と呼んできている。「20の原則」ではまた、「ブルガリア国家の象徴」に対する中傷やブルガリアに対する侮辱を処罰することを掲げている。ブルガリアにおいて、アタカ国民連合が「極右」であるか「極左」であるかについて議論がある。ブルガリアでは、反体制、反西欧の主張は左翼と見なされる。連合の支持者たちの多くは、かつてはブルガリア社会党を支持してきた人々であり、その政策の穏健化に反発した。彼らは私企業の再国有化を求め、そのために彼らは極左の政治傾向を持っていると見なされている。アタカ国民連合の成員たちは、自身を「右翼でも左翼でもなく、ブルガリア人だ」としている。
その他の議会の政党は、アタカが排外主義の党であり少数民族を脅かす存在であると見ており、アタカと連合を組むことを模索する意図は無いと表明している。

## 動向
2006年3月の世論調査では、支持率はシメオン2世国民運動（Национално движение за стабилност и възход / Natsionalno dviženie za stabilnost i vǎzhod、en）や権利と自由運動（Движение за права и свободи /  Dviženie za prava i svobodi、トルコ語:en）を上回り、ブルガリア社会党に次ぐ2位であった。2006年3月3日、アタカ国民連合の指導者ヴォレン・シデロフはソフィアで集会を開き、1千人を超える人々は各地から集まり、シデロフやその他の党の指導者たちの演説を聞いた。この集会の中で、シデロフは「ブルガリアは未だ自由ではない。ブルガリアは今もなおオスマン帝国の支配下にある。」と話した。彼らは、トルコ系少数民族を中心とする権利と自由運動と連立与党を組んでいるブルガリアの政府与党を激しく非難し、ブルガリア人の利益を損なっていると主張した。2006年の初頭には、ブルガリア政府がブルガリアにアメリカ軍基地を設置することを決めたことに対して、これに反対する請願を出した。2006年10月の大統領選挙では、第1回の投票で2位となり決選投票に持ち込まれたが、総投票数の4分の1程度を確保するに留まり敗北している。

## 選挙結果
| 年         | 獲得議席数 | 得票数  | 得票率 | 順位 |
| ---------- | ---------- | ------- | ------ | ---- |
| 2005年     | 21 / 240   | 296,848 | 8.14%  | 4位  |
| 2009年     | 21 / 240   | 395,707 | 9.36%  | 4位  |
| 2013年     | 23 / 240   | 258,481 | 7.30%  | 4位  |
| 2014年     | 11 / 240   | 148,262 | 4.52%  | 7位  |
| 2021年4月  | 0 / 240    | 15,659  | 0.48%  | 13位 |
| 2021年7月  | 0 / 240    | 12,661  | 0.46%  | 10位 |
| 2021年11月 | 0 / 240    | 12,153  | 0.46%  | 11位 |
| 2022年     | 0 / 240    | 7,593   | 0.29%  | 13位 |

2017年の議会選挙は政党連合・愛国者連合の一員として選挙に臨んだ（318,513票、27議席）。また、2023年の議会選挙は政党連合「中立的なブルガリアの一員として選挙に臨んだ（10,505票）。